# Liberato Salzano
Liberato Salzano är en kommun i Brasilien.   Den ligger i delstaten Rio Grande do Sul, i den södra delen av landet, 1 400 km söder om huvudstaden Brasília. Antalet invånare är 5 780.
Omgivningarna runt Liberato Salzano är en mosaik av jordbruksmark och naturlig växtlighet. Runt Liberato Salzano är det ganska glesbefolkat, med 28 invånare per kvadratkilometer.